# Edmilson Souza
Edmilson Souza (Salvador, 17 de outubro de 1984) é um lutador brasileiro de artes marciais mistas, atualmente contratado pelo Bellator.

## Carreira no MMA
Edmilson fez sua estréia profissional no MMA em 2009, e manteve um recorde de 13 vitórias e 3 derrotas em eventos nacionais antes de assinar com o UFC em 2013.

### Ultimate Fighting Championship
Edmilson entrou no UFC para substituir Sam Sicilia e enfrentar Felipe Arantes em 4 de Setembro de 2013 no UFC Fight Night: Teixeira vs. Bader. Souza venceu por decisão dividida.
Souza enfrentou o filipino Mark Eddiva em 31 de Maio de 2014 no UFC Fight Night: Miocic vs. Maldonado e apesar de sofrer um knockdown no primeiro round, ele deu a volta por cima e venceu por nocaute técnico no segundo round.
Ele enfrentou o japonês Katsunori Kikuno no UFC Fight Night: Maia vs. LaFlare em 21 de março de 2015. Souza venceu a luta por nocaute no primeiro round.
Souza enfrentou Chas Skelly em 7 de Novembro de 2015 no UFC Fight Night: Belfort vs. Henderson III. Ele foi derrotado por finalização com um mata leão no segundo round. Após a sua derrota, o UFC não renovou o seu contrato.

## Cartel no MMA
| Cartel no MMA   |             |            |
| 24 lutas        | 18 vitórias | 6 derrotas |
| Por nocaute     | 15          | 1          |
| Por finalização | 1           | 4          |
| Por decisão     | 2           | 1          |

| Res.    | Cartel | Oponente                  | Método                    | Evento                                     | Data       | Round | Tempo | Local                            | Notas                 |
| ------- | ------ | ------------------------- | ------------------------- | ------------------------------------------ | ---------- | ----- | ----- | -------------------------------- | --------------------- |
| Derrota | 18-6   | Heinrich Cáceres          | Nocaute (chute na cabeça) | Copa Team Force International 3            | 19/12/2020 | 1     | 3:15  | Assunção                         |                       |
| Vitória | 18-5   | Denis Silva               | Decisão (dividida)        | Future FC 6: Cado vs. Giacomo              | 28/06/2019 | 3     | 5:00  | São Paulo                        |                       |
| Vitória | 17-5   | Jânio Carvalho dos Santos | Nocaute Técnico (socos)   | MF Fighters 1                              | 10/11/2018 | 1     | 0:08  | São José do Rio Preto, São Paulo |                       |
| Derrota | 16-5   | Patricky Freire           | Decisão (unânime)         | Bellator 152                               | 16/04/2016 | 3     | 5:00  | Turim                            |                       |
| Derrota | 16-4   | Chas Skelly               | Finalização (mata leão)   | UFC Fight Night: Belfort vs. Henderson III | 07/11/2015 | 2     | 1:56  | São Paulo                        |                       |
| Vitória | 16-3   | Katsunori Kikuno          | Nocaute (soco)            | UFC Fight Night: Maia vs. LaFlare          | 21/03/2015 | 1     | 3:15  | Rio de Janeiro                   | Performance da Noite. |
| Vitória | 15-3   | Mark Eddiva               | TKO (socos)               | UFC Fight Night: Miocic vs. Maldonado      | 31/05/2014 | 2     | 4:52  | São Paulo                        | Luta da Noite.        |
| Vitória | 14-3   | Felipe Arantes            | Decisão (dividida)        | UFC Fight Night: Teixeira vs. Bader        | 04/09/2013 | 3     | 5:00  | Belo Horizonte                   |                       |
| Vitória | 13-3   | Fabiano Nogueira          | Nocaute (soco)            | Jungle Fight 51                            | 26/04/2013 | 1     | 4:47  | Rio de Janeiro                   |                       |
| Vitória | 12-3   | João Antônio Góis         | TKO (socos)               | Tavares Combat 2                           | 24/01/2013 | 1     | 1:19  | Itajaí                           |                       |
| Vitória | 11-3   | Mauro Chaulet             | Nocaute (soco)            | Jungle Fight 47                            | 21/12/2012 | 1     | 3:03  | Porto Alegre                     |                       |
| Vitória | 10-3   | Henrique Gomes            | TKO (desistência)         | Jungle Fight 42                            | 18/08/2012 | 2     | 3:30  | São Paulo, São Paulo             |                       |
| Vitória | 9-3    | Fabiano Nogueira          | TKO (socos)               | Jungle Fight 39                            | 12/05/2012 | 1     | 2:18  | Rio de Janeiro                   |                       |
| Vitória | 8-3    | Felipe Cruz               | Nocaute (joelhada)        | Floripa Fight 8                            | 10/03/2012 | 3     | 1:14  | Florianópolis                    |                       |
| Vitória | 7-3    | Geison Costa              | TKO (socos)               | São José Super Fight 1                     | 01/10/2011 | 1     | 0:20  | São José                         |                       |
| Derrota | 6-3    | José Ivanildo             | Finalização (guilhotina)  | Nitrix Champion Fight 7                    | 04/06/2011 | 1     | 3:40  | Camboriú                         |                       |
| Derrota | 6-2    | Claudinei Maia            | Finalização (mata leão)   | Centurion Mixed Martial Arts               | 15/01/2011 | 2     | 3:41  | Balneário Camboriú               |                       |
| Vitória | 6-1    | Daniel Mota               | Finalização (guilhotina)  | Sul Fight Championship 4                   | 20/11/2010 | 1     |       | Florianópolis                    |                       |
| Vitória | 5-1    | Renato Gomes              | TKO (socos)               | Black Trunk Fight 1                        | 14/08/2010 | 1     |       | Florianópolis                    |                       |
| Vitória | 4-1    | Sebastian de Oliveira     | TKO (soco no corpo)       | Floripa Fight 6                            | 20/03/2010 | 2     |       | Florianópolis                    |                       |
| Vitória | 3-1    | Sebastian de Oliveira     | Nocaute (socos)           | Warrior's Challenge 4                      | 30/12/2009 | 1     |       | Porto Belo                       |                       |
| Vitória | 2-1    | John Paine                | TKO (socos)               | Argentina Fighting Championships           | 27/12/2009 | 1     | 1:14  | Buenos Aires                     |                       |
| Derrota | 1-1    | Marcos Vinícius           | Finalização (mata leão)   | Samurai FC 2: Warrior's Return             | 12/12/2009 | 1     | 1:26  | Curitiba                         |                       |
| Vitória | 1-0    | Rodrigo Flecha            | Nocaute (soco)            | VIP - Stage 4                              | 24/10/2009 | 1     | 0:15  | Joinville                        |                       |